# Râle des prés
Vous lisez un « article de qualité » labellisé en 2012.
Crecopsis egregia
Genre
Espèce
Synonymes
- Porzana egregia Peters, 1854
- Crex egregia Peters, 1854
- Ortygometra egregia Peters, 1854
(protonyme)

Statut de conservation UICN

 LC  : Préoccupation mineure
Le Râle des prés (Crecopsis egregia) est une espèce d'oiseaux aquatiques de la famille des Rallidae. Le Râle des prés a les parties supérieures noirâtres striées de brun, des parties inférieures gris-bleuté et des flancs et un ventre rayés de blanc et de noir. Son bec est rouge et trapu, ses yeux sont rouges et surmontés d'un sourcil blanc. Il est plus petit que ses plus proches parents tels que le Râle des genêts. Cette dernière espèce a également un plumage plus clair et un trait sourcilier foncé.
Le Râle des prés a une grande diversité de cris, dont le plus caractéristique consiste en une série de krrr. Il est actif durant la journée, et présente un comportement territorial au cours et en dehors de sa période de reproduction, le mâle pouvant engager des combats pour protéger son territoire. Le nid est une coupe peu profonde faite de feuilles et construite en dessous d'une touffe d'herbe ou d'un petit buisson. Les 3 à 11 œufs pondus par la femelle éclosent après 14 jours d'incubation. Les oisillons sont couverts d'un duvet noir. Ils quittent le nid après quatre à cinq semaines. Le Râle des prés se nourrit d'une grande variété d'invertébrés, de petites grenouilles et de poissons. Il consomme occasionnellement des végétaux, surtout des graines. Il entre dans le régime alimentaire de grands oiseaux de proie, de serpents et de certains mammifères, y compris l'Homme ; il peut aussi être affecté par divers parasites.
On rencontre cet oiseau dans une majeure partie de l'Afrique subsaharienne à l'exception des zones très arides du sud et du sud-ouest du continent. Il est saisonnièrement courant dans l'ensemble de son aire de répartition, à l'exception des forêts tropicales et des zones trop arides, abandonnant la zone équatoriale de l'Afrique dès que les pluies permettent la pousse de l'herbe ailleurs sur le continent. Quelques oiseaux ont été observés ponctuellement sur des îles de l'Atlantique. Cet oiseau niche dans une grande variété de prairies, voire sur certains terrains agricoles quand les cultures sont suffisamment hautes. Bien que son habitat soit détruit ponctuellement par les incendies, ou à plus long terme par l'agriculture, le drainage des zones humides et l'urbanisation, sa vaste aire de répartition permet de ne pas le considérer comme menacé.

## Description

### Plumage et mensurations

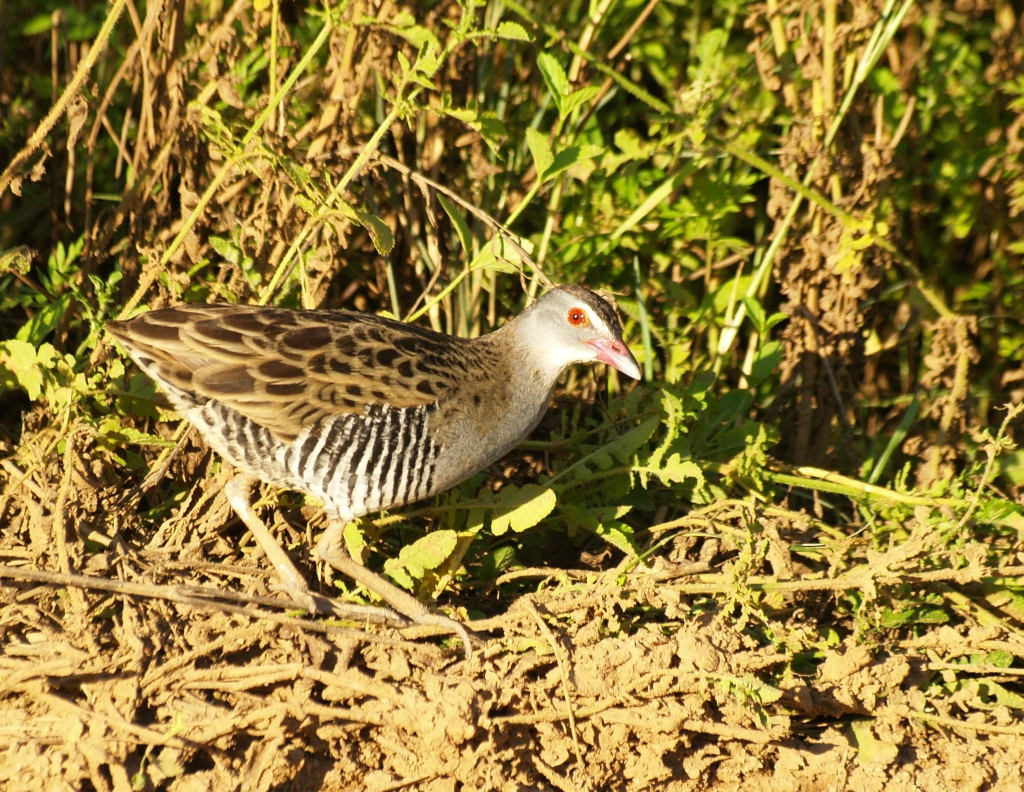
Un Râle des prés en Afrique du Sud

Le Râle des prés est un petit râle mesurant 20 à 23 cm de long pour une envergure de 40 à 42 cm.
Le mâle a des parties supérieures noirâtres striées de brun-olive, à l'exception du bas de la nuque qui est brun pâle uni. Un trait blanc s'étend du bec au-dessus des yeux. Les côtés de la tête, le haut de la nuque, la gorge et la poitrine sont gris-bleuté. Les rémiges sont brun foncé, et les flancs et le ventre sont rayés de blanc et de noir. Les yeux sont rouges, le bec est rougeâtre et les jambes et les pattes sont grises ou brun pâle.
Il n'y a pas de dimorphisme sexuel marqué bien que la femelle soit légèrement plus petite et plus terne que le mâle et présente un motif moins contrasté au niveau de la tête. Les jeunes immatures ont des parties supérieures plus foncées et plus ternes, un bec sombre, des yeux gris et moins de rayures sur les parties inférieures. On n'observe pas de différence dans la coloration selon la répartition géographique.
Ce râle mue complètement après la période de reproduction et avant sa migration. Bien que cette espèce occupe des habitats ouverts, elle ne présente pas de plumes blanches sous la queue, contrairement à certaines espèces grégaires vivant en zones humides telles que les foulques et les gallinules.

### Espèces similaires
Le Râle des prés est plus grand que le Râle des genêts (Crex crex) qui a des parties supérieures plus foncées, une tête grise unie avec un trait sourcilier sombre et un motif de rayures différent sur le ventre. En vol, les ailes du Râle des prés sont plus courtes, plus arrondies et avec un bord d'attaque blanc moins saillant. Ses battements d'ailes sont plus amples. Les autres râles qui partagent l'aire de répartition du Râle des prés sont plus petits, avec des marques blanches sur les parties supérieures, un motif différent sur le ventre et un bec plus court.

## Écologie et comportement

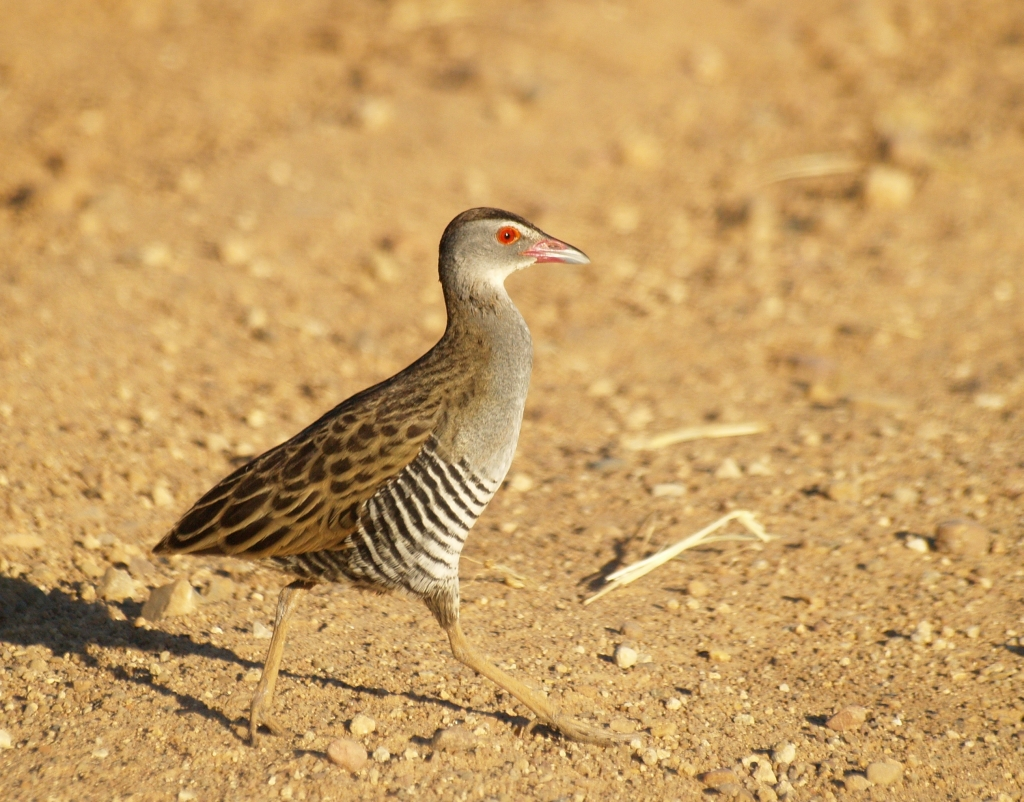
Un Râle des prés sur une piste en Afrique du Sud

Le Râle des prés est actif durant le jour, notamment au crépuscule, pendant une pluie légère ou après une forte pluie. Il se dissimule moins que les autres râles et est plus facile à voir en dehors de son couvert végétal. Ainsi, on l'aperçoit souvent le long des pistes et des routes. On peut s'approcher en véhicule à un mètre de l'oiseau. Quand il est dérangé, il s'envole sur une courte distance, généralement moins de 50 m. Il cherche généralement à atterrir dans une zone humide ou près d'un fourré et se tapit au sol dès qu'il atterrit. Dans l'herbe courte, il est capable d'échapper à un chien grâce à sa vitesse et son agilité, courant avec le corps presque horizontal.
Le Râle de prés a un comportement territorial au cours et en dehors de sa période de reproduction. Le mâle cherche à effrayer ses ennemis en se tenant droit et en gonflant le plumage de ses flancs et de son ventre afin de mettre en évidence son ventre rayé. Il peut avancer droit sur l'intrus ou marcher côte à côte avec un autre mâle en parade. La femelle peut accompagner le mâle mais avec les plumes généralement moins hérissées. Lors des combats, les mâles sautent l'un contre l'autre en se donnant des coups de bec. Les femelles en couple attaquent les autres femelles qui traversent leur territoire, notamment si le mâle s'intéresse à elles.

### Cri
Comme les autres râles, cette espèce a une grande diversité de cris. L'avertissement émis par le mâle pour protéger son territoire consiste en une série de rapides krrr grinçants répétés deux à trois fois par seconde durant plusieurs minutes. On l'entend notamment au cours de la période de reproduction, généralement tôt le matin ou tard le soir, mais aussi parfois alors que la nuit est tombée ou avant l'aube. Le mâle se tient droit avec la tête dressée lorsqu'il avertit de la sorte ses congénères. Il crie également lorsqu'il chasse ses adversaires à terre ou en vol. Mâles et femelles émettent un kip bien sonore comme alarme ou pour signaler leur territoire, adoptant une pose similaire à celle utilisée pour un avertissement. Une fois que la reproduction commence, on entend moins les oiseaux, mais les cris reprennent dès que la saison de reproduction est finie, d'autant plus lorsqu'il y a une forte densité de râles dans une zone. Un kraaa sifflant est émis lors de la copulation. Une imitation de ce cri par un humain permet d'attirer un râle situé à une distance de moins de 10 m. Les nouveau-nés émettent un doux wheeeez, et les oisillons plus vieux gazouillent.
Le cri d'avertissement de ce râle se distingue facilement du hwitt-hwitt-hwitt de la Marouette ponctuée (Porzana porzana), du monotone tak-tak-tak-tak-tak de la Marouette rayée (Aenigmatolimnas marginalis), ou du quick-quick de la Marouette de Baillon (P. pusilla). Le Râle des genêts est pour sa part silencieux dans ses quartiers d'hiver en Afrique.

### Alimentation
Le Râle des prés se nourrit d'invertébrés comme des vers de terre, des gastéropodes ou autres mollusques, des larves d'insectes et des insectes adultes, notamment des termites, fourmis, coléoptères et sauterelles. Il peut également attraper quelques vertébrés tels que de petites grenouilles ou poissons. Il mange parfois des végétaux, notamment des graines d'herbacées, de jeunes pousses, des feuilles et d'autres graines. Le râle cherche sa nourriture dans la végétation dense de son habitat, attrapant des insectes et des graines sur le sol, retournant la litière de feuilles ou fouillant avec son bec dans le sol meuble. Il peut chasser des proies rapides à la course, sauter sur des plantes pour attraper sa nourriture ou patauger pour cueillir des aliments dans l'eau. Des plantes cultivées comme le riz, le maïs et le pois peuvent parfois lui servir d'aliment mais cet oiseau n'est pas un ravageur des cultures,.
Il cherche sa nourriture seul, en couple ou en petits groupes familiaux, parfois avec d'autres oiseaux des prairies comme la Bécassine double (Gallinago media), la Caille bleue (Excalfactoria adansonii) et le Râle des genêts. Les jeunes sont nourris principalement avec des proies animales. Comme les autres râles, il avale des gravillons pour mieux digérer les aliments dans son gésier.

### Reproduction
La reproduction commence par la parade nuptiale au cours de laquelle la femelle est poursuivie par le mâle et adopte une posture dressée avec le cou tendu. Lorsqu'elle s'arrête et qu'elle baisse la tête et la queue, la copulation peut avoir lieu. Elle prend seulement quelques secondes mais peut être répétée plusieurs fois en une heure.
Le nid est une coupe peu profonde de feuilles d'herbacées construit dans une légère dépression et caché dans une touffe d'herbe ou un petit buisson. Il est construit sur un sol sec ou légèrement au-dessus du niveau de l'eau, voire plus rarement flottant sur l'eau. Le nid mesure environ 20 cm, avec une coupe interne mesurant 2 à 5 cm de profondeur et 11 à 12 cm de large. La ponte compte de 3 à 11 œufs roses. Le premier est généralement pondu alors que le nid est tout juste bâti et un œuf est ensuite pondu chaque jour. Le mâle comme la femelle participent à la couvaison et les œufs commencent à éclore après environ 14 jours, dans un intervalle de 48 heures. Les oisillons sont couverts d'un duvet noir. Ils sont dans un premier temps nourris par les parents et quittent le nid au bout de quatre à cinq semaines. Ils peuvent alors voler bien qu'ils n'aient pas encore atteint leur taille adulte. On ne sait pas s'il peut y avoir plusieurs pontes par an.

### Prédateurs et parasites

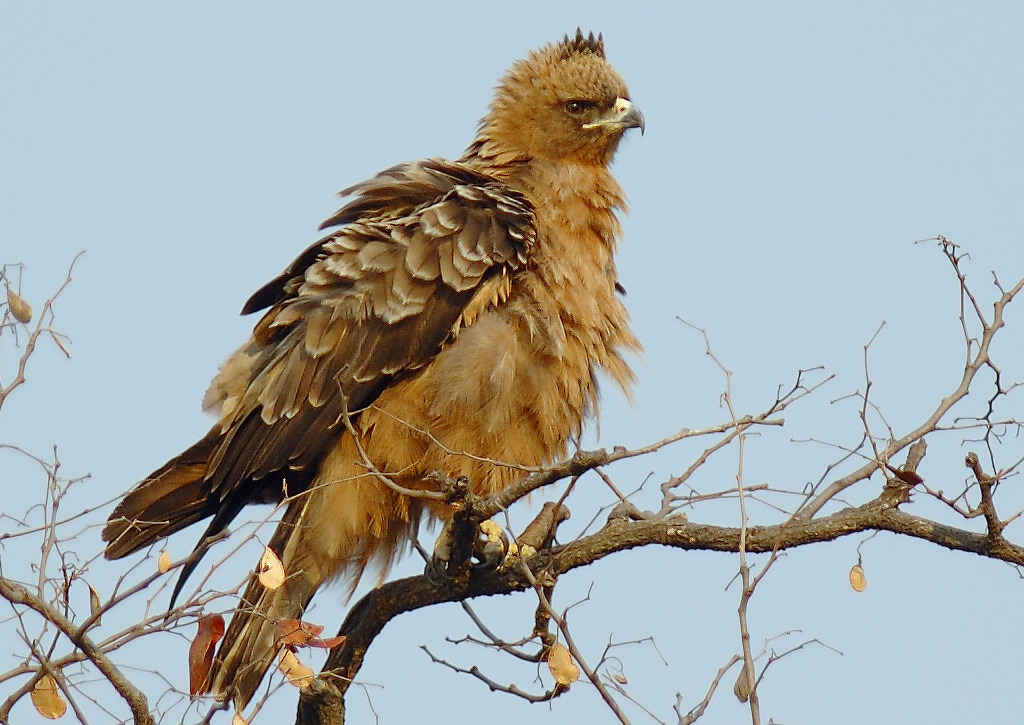
Un Aigle de Wahlberg (Hieraaetus wahlbergi) dans le parc national Kruger

Les principaux prédateurs du Râle des prés sont le Léopard (Panthera pardus), le Serval (Leptailurus serval), les chats (Felis silvestris catus), le Héron mélanocéphale (Ardea melanocephala), l'Autour sombre (Melierax metabates), l'Aigle fascié (Aquila spilogaster) et l'Aigle de Wahlberg (Hieraaetus wahlbergi). En Afrique du Sud, les nouveau-nés peuvent être victimes du Boomslang (Dispholidus typus).
S'il est surpris, le Râle des prés saute verticalement en l'air avant de partir en courant, une tactique censée l'aider à échapper aux serpents et mammifères terrestres.
Parmi les parasites de cette espèce, on compte notamment des tiques de la famille des Ixodidae, et l'acarien des plumes Metanalges curtus.

## Répartition et habitat

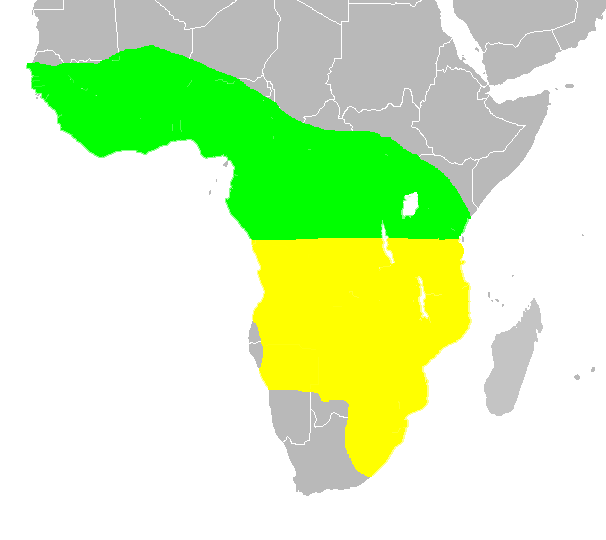
Répartition approximative du Râle des prés
Zone de présence estivale (reproduction)
Zone de présence continue

Le Râle des prés est présent dans une très vaste partie de l'Afrique subsaharienne, du Kenya au Sénégal d'est en ouest, et au sud jusqu'au KwaZulu-Natal, en Afrique du Sud. Il est toutefois absent des zones arides du sud et du sud-ouest du continent où les précipitations annuelles ne dépassent pas 300 mm.
Il est courant dans la majorité de son aire de répartition, à l'exception des zones sèches et des forêts tropicales. Presque toute la population sud-africaine de cet oiseau, qui comprend 8 000 individus, se rencontre dans le KwaZulu-Natal et dans la province du Transvaal, où son habitat est protégé dans le parc national Kruger et dans le parc de la zone humide d'iSimangaliso. Ce râle est présent seulement de manière erratique dans le sud de la Mauritanie, dans le sud-ouest du Niger, au Lesotho, dans les provinces sud-africaines du Cap et de la province du Nord-Ouest,, ainsi que dans le sud du Botswana. Présent sur quelques îles atlantiques, il est rare à Bioko (île appartenant à la Guinée équatoriale mais située au large du Cameroun) et a été observé deux fois à Sao Tomé-et-Principe ainsi qu'à Tenerife, les oiseaux des îles Canaries étant les premiers individus de cette espèce observés dans l'écozone paléarctique,. Des fossiles datant de l'Holocène retrouvés en Afrique du Nord laissent à croire que l'espèce était autrefois plus répandue, avant que le Sahara ne devienne un désert aride,.

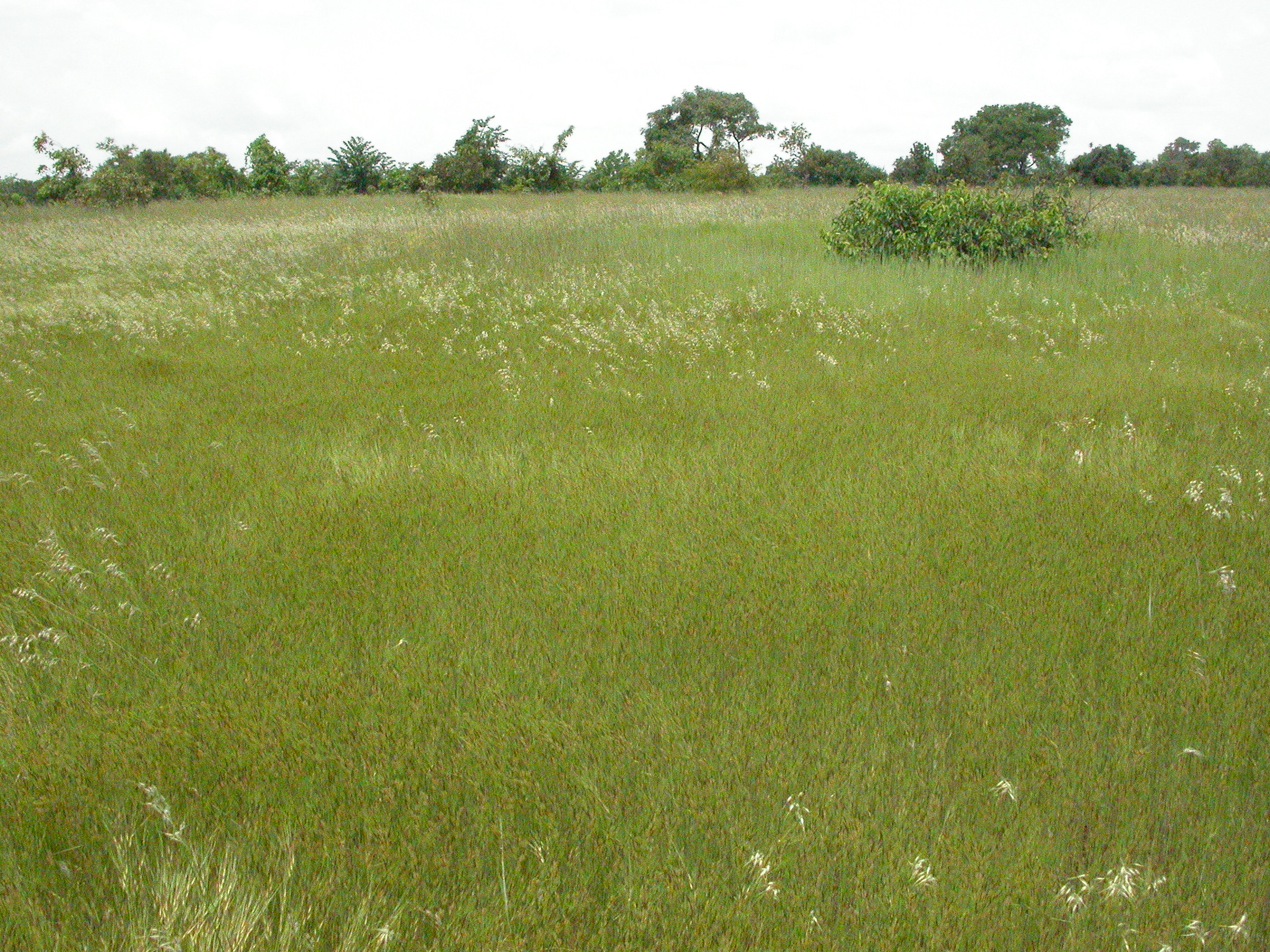
Prairie africaine

Ce râle est partiellement migrateur mais, bien qu'il soit moins discret que certains autres râles, ses déplacements sont complexes et mal connus ; c'est pourquoi sa distribution est très hypothétique. Il se reproduit surtout durant la saison des pluies, et certains oiseaux quittent la partie équatoriale de l'Afrique dès que la pluie a permis une pousse d'herbe suffisante ailleurs. Ils se dirigent vers le sud de novembre à avril, et leur retour vers le nord se fait dès que la sècheresse a trop affecté le couvert végétal. Dans certains pays d'Afrique de l'Ouest et d'Afrique équatoriale, ce râle est présent tout au long de l'année. Toutefois, les effectifs varient saisonnièrement du fait de migrations d'une partie des animaux. Au Nigeria, au Sénégal, en Gambie, en Côte d'Ivoire et au Cameroun, on observe des mouvements locaux d'animaux du nord au sud. La migration se déroule la nuit, et les râles se déplacent alors en petits groupes pouvant atteindre huit individus. Il faut attendre un à deux mois après les premières pluies pour que la végétation soit suffisante pour accueillir les râles. En Afrique du Sud, certains oiseaux peuvent rester après la reproduction s'ils disposent de l'habitat qu'ils souhaitent.
L'habitat de prédilection du Râle des prés est formé par les plaines herbacées, qui peuvent être des prairies marécageuses ou des plaines inondables, des savanes, des prairies légèrement boisées ou des clairières dans les bois. Le râle vit aussi dans les cultures de maïs, de riz ou de coton, les friches et les plantations de canne à sucre près de l'eau. Une grande diversité de plantes herbacées lui conviennent, mais il apprécie particulièrement des herbes atteignant entre 30 cm et 1 m de haut, bien qu'une végétation plus haute, jusqu'à 2 m, lui convienne. Il préfère normalement des prairies plus humides et à la végétation plus courte que le Râle des genêts, et ses zones de reproduction disposent souvent de fourrés ou de termitières à proximité. On le trouve jusqu'à une altitude de 2 000 m mais il est rare dans les prairies d'altitude. Les prairies qu'il affectionne sont souvent touchées par des incendies durant la saison sèche, obligeant les râles à partir ailleurs. Dans une étude menée dans l'est de l'Afrique, on a observé qu'un oiseau occupait en moyenne un territoire de 2,6 ha en période de reproduction, et entre 1,97 et 2,73 ha le reste du temps. Les densités de population les plus fortes se rencontrent dans les prairies humides du delta de l'Okavango.

## Taxinomie et systématique

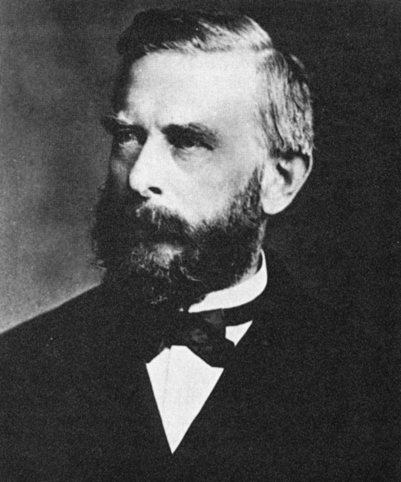
Wilhelm Peters, auteur du taxon en 1854

Les râles forment une famille d'oiseaux comprenant près de 150 espèces différentes. Bien que ce groupe soit d'origine très ancienne, une grande majorité de ces espèces, notamment les formes les plus primitives, se rencontrent dans l'Ancien Monde, où cette famille prend vraisemblablement ses racines. La taxinomie des petits râles est complexe. Le plus proche parent du Râle des prés est le Râle des genêts (Crex crex), qui vit en Europe et en Asie, mais hiverne en Afrique.
Le Râle des prés est décrit pour la première fois sous le protonyme de Ortygometra egregia par Wilhelm Peters en 1854, à partir d'un spécimen collecté au Mozambique, mais ce nom générique n'a jamais été reconnu par l'ensemble de la communauté scientifique. Il a été quelque temps placé comme unique membre du genre Crecopsis avant d'être placé dans le genre Crex, créé par le naturaliste et ornithologue allemand Johann Matthäus Bechstein en 1803. Richard Bowdler Sharpe considérait pour sa part que le Râle des prés différait suffisamment du Râle des genêts pour qu'il puisse être placé dans un genre à part, Crecopsis, et plus tard d'autres auteurs le placent dans le genre Porzana, du fait de sa ressemblance avec la Marouette plombée, Porzana albicollis. De fortes différences avec cette dernière espèce furent établies et la grande majorité des auteurs placèrent le Râle des prés parmi le genre Crex, (des études phylogénétiques et morphologiques ayant confirmé que le genre Porzana était le plus proche parent du genre Crex)... jusqu'à ce qu'en 2020, le Congrès ornithologique international le réattribua au genre Crecopsis, à la suite de recherches ayant montré que le Râle des prés était plus étroitement lié au Râle de Rouget qu'au Râle des genêts.
Le nom du genre, Crex, vient d'une onomatopée se référant au cri du Râle des genêts et la dénomination spécifique egregia dérive du latin egregius, signifiant « frappant, marquant ».

## Menaces et protection
Le Râle des prés a une très vaste aire de reproduction, estimée à 15 700 000 km2. On ne connait pas la taille réelle de sa population, mais il est assez courant dans son aire de distribution, et ses effectifs semblent stables. C'est pourquoi il est considéré comme étant de « préoccupation mineure » dans la liste rouge de l'UICN. Le surpâturage, l'agriculture et la disparition de certaines zones humides ont cependant réduit son habitat dans plusieurs régions. Dans certaines parties de la côte sud du KwaZulu-Natal, son habitat a disparu à cause de l'urbanisation et des plantations de canne à sucre. Dans d'autres zones au contraire, la disponibilité en prairies humides a pu augmenter à la suite du défrichement de zones boisées.
Le Râle des prés est par ailleurs considéré comme comestible et chassé dans certaines régions. Malgré tout cela, il n'est pas en réel danger de disparaître. Comme la plupart des râles de l'ancien monde, le Râle des prés est protégé par l'Accord sur la conservation des oiseaux d'eau migrateurs d'Afrique-Eurasie (AEWA), qui a classé cette espèce depuis 2002 dans le statut C(1), c'est-à-dire comme une espèce dont les populations comptent plus de 100 000 individus.